# Dienstgrade der sowjetischen Streitkräfte 1935–1940
Persönliche Rangabzeichen für Landstreitkräfte (Heer) und Marine (1935–1940) wurden gemäß Erlass 2590 und 2591 vom 22. September 1935 verfügt.
Dies bezog sich insbesondere auf Befehlshaber, Kommandeure und Führungspersonal, im Weiteren Führungspersonal, der Roten Arbeiter- und Bauernarmee, im Weiteren Rote Armee, veröffentlicht im Befehl Nummer 176. des „Volkskommissars für Verteidigung der UdSSR“ am 3. Dezember 1935.

## Sachstand im Jahre 1935
Dienstgradabzeichen für Führungspersonal sollten gemäß den oben genannten Festlegungen im Wesentlichen zwei Kennzeichnungsmerkmale beinhalten. Das war erstens die Kennzeichnung der Qualifikation, Tätigkeit oder militärspezifischen Spezialisierung, abhängig von der Teilstreitkraft, Truppengattung, Waffengattung oder Spezialtruppe und zweitens die rangspezifische bzw. dienststellungsbezogene Kennzeichnung entsprechend der operationellen Führungsebene, Zuständigkeit oder Verantwortung bezüglich Einheit, Truppenteil, Verband oder Einrichtung.
Am 21. November 1935 wurde gemäß Erlass des Zentralen Exekutivausschusses der UdSSR und des Rats der Volkskommissare der UdSSR die Verleihung des militärischen Ranges Marschall der Sowjetunion verfügt.

## Militärische Dienstgrade
Die militärischen Dienstgrade gemäß Erlass des Zentralen Exekutivausschusses der UdSSR und des Rats der Volkskommissare der UdSSR vom 22. September 1935 sind in der nachfolgenden Tabelle enthalten.
| Land- und Luftstreitkräfte   | Land- und Luftstreitkräfte    | Seestreitkräfte                  | Seestreitkräfte                          | Äquivalent bei GUGB/NKWD                   |
| Mannschaften und Unterführer |                               |                                  |                                          |                                            |
| Rotarmist                    |                               | Roter Matrose (ab 1946: Matrose) |                                          | kein Äquivalent                            |
| Gruppenführer                |                               |                                  |                                          | kein Äquivalent                            |
| Zugführer Stellvertreter     |                               | kein Äquivalent                  | kein Äquivalent                          | kein Äquivalent                            |
| Stabsfeldwebel               |                               |                                  |                                          | kein Äquivalent                            |
| Führungspersonal / Offiziere |                               |                                  |                                          |                                            |
| Leutnant                     | Leutnant                      | Leutnant                         |                                          | Serschant der Staatssicherheit             |
| Oberleutnant                 | Oberleutnant                  | Oberleutnant                     |                                          | Unterleutnant der Staatssicherheit         |
| Hauptmann                    |                               | Kapitänleutnant                  |                                          | Leutnant der Staatssicherheit              |
| Major                        |                               | Korvettenkapitän                 |                                          | Oberleutnant der Staatssicherheit          |
| Oberst                       |                               | Fregattenkapitän                 |                                          | Hauptmann der Staatssicherheit             |
| KomBrig                      |                               | Kapitän zur See                  |                                          | Major der Staatssicherheit                 |
| KomDiw                       |                               | Flagmann II. Klasse              |                                          | Dienstälterer Major der Staatssicherheit   |
| KomKor                       |                               | Flagmann I. Klasse               |                                          | Kommissar der Staatssicherheit III. Klasse |
| KomandArm II                 |                               | Flagmann der Flotte II. Klasse   |                                          | Kommissar der Staatssicherheit II. Klasse  |
| KomandArm I                  | Flagmann der Flotte I. Klasse |                                  | Kommissar der Staatssicherheit I. Klasse |                                            |
| Marschall der Sowjetunion    |                               | kein Äquivalent                  | kein Äquivalent                          | Generalkommissar der Staatssicherheit      |

### Weitere Festlegungen
Weitere Festlegungen für Politkommissare und Militärspezialisten, Dienste und Spezialverwendungen, auch teilstreitkraftübergreifend (TSK-übergreifend), sind in der nachfolgenden Tabelle enthalten.
| Politkommissare aller TSK | Militärtechniker und Ingenieure | Militärtechniker und Ingenieure | Militärverwaltung und Versorgung aller TSK | Sanitätsdienst alle TSK | Veterinärwesen alle TSK      | Militärgerichtsbarkeit alle TSK |
| Politkommissare aller TSK | Land- und Luftstreitkräfte      | Seestreitkräfte                 | Militärverwaltung und Versorgung aller TSK | Sanitätsdienst alle TSK | Veterinärwesen alle TSK      | Militärgerichtsbarkeit alle TSK |
| ------------------------- | ------------------------------- | ------------------------------- | ------------------------------------------ | ----------------------- | ---------------------------- | ------------------------------- |
| kein Rang verfügt         | Militärtechniker II. Klasse     | Militärtechniker II. Klasse     | Technischer Intendant II. Klasse           | Feldscher               | Veterinärfeldscher           | Militärjurist Stellvertreter    |
| Politleiter               | Militärtechniker I. Klasse      | Militärtechniker I. Klasse      | Technischer Intendant I. Klasse            | Oberfeldscher           | Oberveterinärfeldscher       | Militärjurist                   |
| Oberpolitleiter           | Militäringenieur III. Klasse    | Militäringenieur III. Klasse    | Intendant III. Klasse                      | Militärarzt III. Klasse | Militärveterinär III. Klasse | Militärjurist III. Klasse       |
| Bataillonskommissar       | Militäringenieur II. Klasse     | Militäringenieur II. Klasse     | Intendant II. Klasse                       | Militärarzt II. Klasse  | Militärveterinär II. Klasse  | Militärjurist II. Klasse        |
| Regimentskommissar        | Militäringenieur I. Klasse      | Militäringenieur I. Klasse      | Intendant I. Klasse                        | Militärarzt I. Klasse   | Militärveterinär I. Klasse   | Militärjurist I. Klasse         |
| Brigadekommissar          | BrigIngenieur                   | Ing.-Flagmann III. Klasse       | BrigIntendant                              | BrigArzt                | BrigVeterinär                | BrigMilJurist                   |
| Divisionskommissar        | DivIngenieur                    | Ing.-Flagmann II. Klasse        | DivIntendant                               | DivArzt                 | DivVeterinär                 | DivMilJurist                    |
| Korpskommissar            | KorIngenieur                    | Ing.-Flagmann I. Klasse         | KorIntendant                               | KorArzt                 | KorVeterinär                 | KorMilJurist                    |
| Armeekommissar II. Klasse | Armeeingenieur                  | Ing.-Flagmann der Flotte3       | ArmIntendant                               | ArmArzt                 | ArmVeterinär                 | ArmMilJurist                    |
| Armeekommissar I. Klasse  | kein Rang verfügt               | kein Rang verfügt               | kein Rang verfügt                          | kein Rang verfügt       | kein Rang verfügt            | kein Rang verfügt               |

## 1937
Zu weiteren Festlegungen kam es im Jahre 1937. Hierzu wurde eine Grundsatzvorschrift der Roten Armee erlassen. Gemäß Ziffer 10 dieser Vorschrift wurde die Einteilung von Militärangehörigen nach Dienstlaufbahn und Verwendung in folgende Dienstgradgruppen vorgenommen.
- Führungspersonal: hierzu zählte der Militärpolitiker, Personal der Militärverwaltung und der Intendanturen, des Sanitätsdienstes, des Veterinärwesens und der Militärgerichtsbarkeit
- Höherer Kommandeursbestand: hierzu zählte Militärpersonen mit militärischem Dienstgrad Befehlshaber/Kommandeur
- Einfacher Kommandeursbestand
- Mannschaften

Ziffer 14 dieser Vorschrift enthielt sogenannte personengebunden Dienstgrade oder Ränge gemäß Erlass vom 22. September 1935, nach den Ergänzungen vom 5. August 1937, wonach die Ränge Unterleutnant und Untermilitärtechniker verfügt worden waren.

## 1939
In der außerordentlichen Tagung des Obersten Sowjets der UdSSR (Ende August bis Anfang September 1939) wurde unter anderem ein Gesetz zur allgemeinen Wehrpflicht verabschiedet und die Einführung der Dienstgrade Oberstleutnant und Bataillonsoberkommissar verfügt. Ein Äquivalentrang im Dienstbereich der Seekriegsflotte, wie beispielsweise Korvettenkapitän, war nicht vorgesehen.

## Rangabzeichen

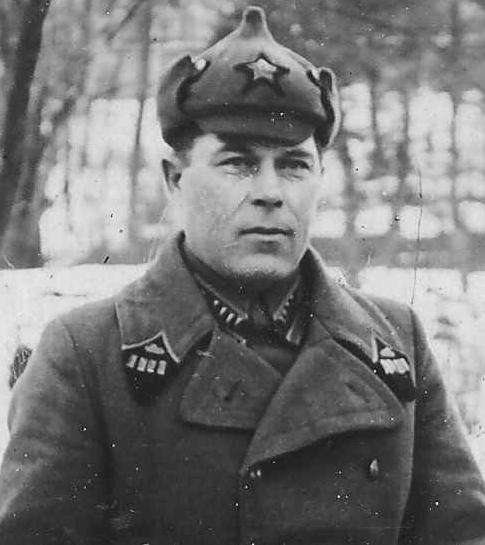
Beispiel Oberst Panzertruppe mit Rangabzeichen groß (Mantel), klein (Feldbluse) 1940.

Im Dezember 1935 wurde für Militärangehörige, in Übereinstimmung mit der Einführung personengebundener Dienstgrade, auch die Einführung definierter Dienstgradabzeichen verfügt.
Militärpersonen einschließlich Politkommissare, Personal der Militärverwaltung/Intendantur, Sanitätsdienst, Veterinärwesen und der Militärgerichtsbarkeit der Roten Armee trugen nunmehr Rangabzeichen wie folgt.
- Rangabzeichen Chevron: an beiden Ärmeln (kurz über den Ärmelumschlag)
- Rangabzeichen groß: an beiden Kragenecken des Uniformmantels
- Rangabzeichen klein: an beiden Kragenenden der Feldbluse, der sogenannten Gymnastjorka

Militärangehörige der Flotte hingegen trugen lediglich Ärmelabzeichen (Streifen und Stern) an beiden Ärmeln der Uniform.
Die Rangabzeichen waren uniformspezifisch je nach Dienstgradgruppe und Rang unterschiedlich gearbeitet.
Befehlshaber, höhere Kommandeure und Spitzenverwendungen
- Rangabzeichen groß (Mantel): auf rhombusförmiger Unterlage, goldfarben umrandet, eins bis vier rhombusförmige rot emaillierte Anstecker, goldfarbiger Sowjetstern klein/groß
- Rangabzeichen klein (Gymnastjorka): auf rechteckiger Unterlage, goldfarben umrandet, eins bis vier rhombusförmige rot emaillierte Anstecker
- Ärmelabzeichen (Mantel): ein bis vier goldfarbene Chevrons, Sowjetstern klein/groß, einen roten Zusatzwinkel

Herausgehobene Kommandeure und Einheitsführer
- Rangabzeichen groß (Mantel): auf rhombusförmiger Unterlage, goldfarben umrandet, eins bis drei auf der Schmalseite stehende rechteckige rot emaillierte Anstecker
- Rangabzeichen klein (Gymnastjorka): auf rechteckiger Unterlage, goldfarben umrandet, eins bis drei auf der Schmalseite stehende rot emaillierte Anstecker

Teileinheitsführer
- Rangabzeichen groß (Mantel): auf rhombusförmiger Unterlage, goldfarben umrandet, eins bis drei rot emaillierte quadratische Anstecker
- Rangabzeichen klein (Gymnastjorka): auf rechteckiger Unterlage, goldfarben umrandet, eins bis drei auf der Schmalseite stehende rot emaillierte quadratische Anstecker

Unterführer und Mannschaften
- Unterführer:
  - Rangabzeichen groß (Mantel): auf rhombusenförmiger Unterlage, eins bis vier dreieckige rot emaillierte Anstecker
  - Rangabzeichen klein (Gymnastjorka): auf rechteckiger Unterlage, eins bis vier dreieckige rot emaillierte Anstecker
- Mannschaften: einfaches Rangabzeichen groß (Mantel) / einfaches Rangabzeichen klein (Gymnastjorka)

## Tabelle der Rangabzeichen Heer 1935–1940

### Generale
| Bezeichnung           | Bezeichnung           | Befehlshaber, höhere Kommandeure und Spitzenverwendungen | Befehlshaber, höhere Kommandeure und Spitzenverwendungen | Befehlshaber, höhere Kommandeure und Spitzenverwendungen | Befehlshaber, höhere Kommandeure und Spitzenverwendungen | Befehlshaber, höhere Kommandeure und Spitzenverwendungen | Befehlshaber, höhere Kommandeure und Spitzenverwendungen |
| --------------------- | --------------------- | -------------------------------------------------------- | -------------------------------------------------------- | -------------------------------------------------------- | -------------------------------------------------------- | -------------------------------------------------------- | -------------------------------------------------------- |
| Rangabzeichen         | Mantelkragen          |                                                          |                                                          |                                                          |                                                          |                                                          |                                                          |
| Rangabzeichen         | Gymnastjorka          |                                                          |                                                          |                                                          |                                                          |                                                          |                                                          |
| Rangabzeichen         | Winkel                |                                                          |                                                          |                                                          |                                                          |                                                          |                                                          |
| Rangbezeichnung       | Rangbezeichnung       | Marschall der Sowjetunion                                | Armeekommandant 1. Klasse                                | Armeekommandant 2. Klasse                                | Korpskommandant                                          | Divisionskommandant                                      | Brigadekommandant                                        |
| (Originalbezeichnung) | (Originalbezeichnung) | (Маршал Советского Союза)                                | (Командарм 1-го ранга)                                   | (Командарм 2-го ранга)                                   | (Комкор)                                                 | (Комдив)                                                 | (Комбриг)                                                |

### Offiziere
| Bezeichnung           | Bezeichnung           | Herausgehobene Kommandeure, Einheits- und Teileinheits                                      | Herausgehobene Kommandeure, Einheits- und Teileinheits                                      | Herausgehobene Kommandeure, Einheits- und Teileinheits                                      | Herausgehobene Kommandeure, Einheits- und Teileinheits                                      | Herausgehobene Kommandeure, Einheits- und Teileinheits                                      | Herausgehobene Kommandeure, Einheits- und Teileinheits                                      | Herausgehobene Kommandeure, Einheits- und Teileinheits | Herausgehobene Kommandeure, Einheits- und Teileinheits |
| --------------------- | --------------------- | ------------------------------------------------------------------------------------------- | ------------------------------------------------------------------------------------------- | ------------------------------------------------------------------------------------------- | ------------------------------------------------------------------------------------------- | ------------------------------------------------------------------------------------------- | ------------------------------------------------------------------------------------------- | ------------------------------------------------------ | ------------------------------------------------------ |
| Rangabzeichen         | Mantelkragen          | auf rhombusförmiger Unterlage, goldfarben umrandet, 1 bis 3 Anstecker wie unten dargestellt | auf rhombusförmiger Unterlage, goldfarben umrandet, 1 bis 3 Anstecker wie unten dargestellt | auf rhombusförmiger Unterlage, goldfarben umrandet, 1 bis 3 Anstecker wie unten dargestellt | auf rhombusförmiger Unterlage, goldfarben umrandet, 1 bis 3 Anstecker wie unten dargestellt | auf rhombusförmiger Unterlage, goldfarben umrandet, 1 bis 3 Anstecker wie unten dargestellt | auf rhombusförmiger Unterlage, goldfarben umrandet, 1 bis 3 Anstecker wie unten dargestellt |                                                        |                                                        |
| Rangabzeichen         | Gymnastjorka          |                                                                                             |                                                                                             |                                                                                             |                                                                                             |                                                                                             |                                                                                             |                                                        |                                                        |
| Rangbezeichnung       | Rangbezeichnung       | Oberst                                                                                      | Oberstleutnant                                                                              | Major                                                                                       | Hauptmann                                                                                   | Oberleutnant                                                                                | Leutnant                                                                                    | Unterleutnant                                          |                                                        |
| (Originalbezeichnung) | (Originalbezeichnung) | (Полковник)                                                                                 | (подполковник)                                                                              | (Майор)                                                                                     | (Капитан)                                                                                   | (Старшйи лейтенант)                                                                         | (Лейтенант)                                                                                 | (Младшйи лейтенант)                                    |                                                        |

### Unteroffiziere und Mannschaften
| Bezeichnung           | Bezeichnung           | Teileinheitsführer, Spezialisten und Mannschaften                 | Teileinheitsführer, Spezialisten und Mannschaften                 | Teileinheitsführer, Spezialisten und Mannschaften                 | Teileinheitsführer, Spezialisten und Mannschaften |
| --------------------- | --------------------- | ----------------------------------------------------------------- | ----------------------------------------------------------------- | ----------------------------------------------------------------- | ------------------------------------------------- |
| Rangabzeichen         | Mantelkragen          | auf rhombusförmiger Unterlage, eins bis vier dreieckige Anstecker | auf rhombusförmiger Unterlage, eins bis vier dreieckige Anstecker | auf rhombusförmiger Unterlage, eins bis vier dreieckige Anstecker |                                                   |
| Rangabzeichen         | Gymnastjorka          |                                                                   |                                                                   |                                                                   |                                                   |
| Rangbezeichnung       | Rangbezeichnung       | Kompaniefeldwebel                                                 | Jüngerer Zugskommandant                                           | Gruppenkommandant                                                 | Rotarmist                                         |
| (Originalbezeichnung) | (Originalbezeichnung) | (Старшина)                                                        | (Младший комвзвод)                                                | (Отделённый командир)                                             | (Красноармеец)                                    |

## Tabelle der Rangabzeichen Seestreitkräfte 1935–1940

### Flaggoffiziere
| Bezeichnung           | Befehlshaber, höhere Kommandeure und Spitzenverwendungen | Befehlshaber, höhere Kommandeure und Spitzenverwendungen | Befehlshaber, höhere Kommandeure und Spitzenverwendungen | Befehlshaber, höhere Kommandeure und Spitzenverwendungen | Befehlshaber, höhere Kommandeure und Spitzenverwendungen |
| --------------------- | -------------------------------------------------------- | -------------------------------------------------------- | -------------------------------------------------------- | -------------------------------------------------------- | -------------------------------------------------------- |
| Ärmelabzeichen        |                                                          |                                                          |                                                          |                                                          |                                                          |
| Rangbezeichnung       | Flagmann der Flotte I. Klasse                            | Flagmann der Flotte II. Klasse                           | Flagmann I. Klasse                                       | Flagmann II. Klasse                                      | Kapitän 1. Klasse                                        |
| (Originalbezeichnung) | (Флагман флота 1-го ранга)                               | (Флагман флота 2-го ранга)                               | (Флагман 1-го ранга)                                     | (Флагман 2-го ранга)                                     | (Капитан 1-го ранга)                                     |

### Offiziere
| Bezeichnung           | Herausgehobene Kommandeure, Einheites- und Teileinheitsführer | Herausgehobene Kommandeure, Einheites- und Teileinheitsführer | Herausgehobene Kommandeure, Einheites- und Teileinheitsführer | Herausgehobene Kommandeure, Einheites- und Teileinheitsführer | Herausgehobene Kommandeure, Einheites- und Teileinheitsführer |
| --------------------- | ------------------------------------------------------------- | ------------------------------------------------------------- | ------------------------------------------------------------- | ------------------------------------------------------------- | ------------------------------------------------------------- |
| Ärmelabzeichen        |                                                               |                                                               |                                                               |                                                               |                                                               |
| Rangbezeichnung       | Kapitän 2. Klasse                                             | Kapitän 3. Klasse                                             | Kapitänleutnant                                               | Oberleutnant                                                  | Leutnant                                                      |
| (Originalbezeichnung) | (Капитан 2-го ранга)                                          | (Капитан 3-го ранга)                                          | (Капитан-лейтенант)                                           | (Старший лейтенант)                                           | (Лейтенант)                                                   |

### Unteroffiziere und Mannschaften
| Bezeichnung           | Teileinheitsführer, Spezialisten & Mannschaften | Teileinheitsführer, Spezialisten & Mannschaften | Teileinheitsführer, Spezialisten & Mannschaften |
| --------------------- | ----------------------------------------------- | ----------------------------------------------- | ----------------------------------------------- |
| Ärmelabzeichen        |                                                 |                                                 |                                                 |
| Rangbezeichnung       | Kompaniefeldwebel                               | Gruppenkommandant                               | Roter Matrose                                   |
| (Originalbezeichnung) | (Старшина)                                      | (Отделенный командир)                           | (Краснофлотец)                                  |